# Richard O'Callaghan
Pour les articles homonymes, voir O'Callaghan.
Richard O'Callaghan (né le 7 mars 1940  à Londres) est un acteur britannique.

## Filmographie partielle

### Cinéma
- 1968 : The Bofors Gun de Jack Gold : Rowe
- 1970 : Carry On Loving de Gerald Thomas : Bertram Muffet
- 1971 : Carry On at Your Convenience de Gerald Thomas : Lewis Boggs
- 1974 : Butley d'Harold Pinter : Joey Keyston
- 1975 : Galileo de Joseph Losey : Fulganzio
- 1978 : Watership Down de Martin Rosen : Dandelion  (voix)
- 1998 : La Courtisane (Dangerous Beauty) de Marshall Herskovitz : Zealot